# Talmadge Memorial Bridge
Die Talmadge Memorial Bridge ist eine Schrägseilbrücke, die den vierspurigen Highway 17 über den Savannah River führt. Mit ihrer Gesamtlänge von 3,06 km verbindet sie Hutchinson Island (Georgia) mit der Stadt Savannah, Georgia, welche auf dem Festland liegt. Die Brücke wurde nach Eugene Talmadge, einem ehemaligen Gouverneur Georgias benannt.

## Die erste Brücke

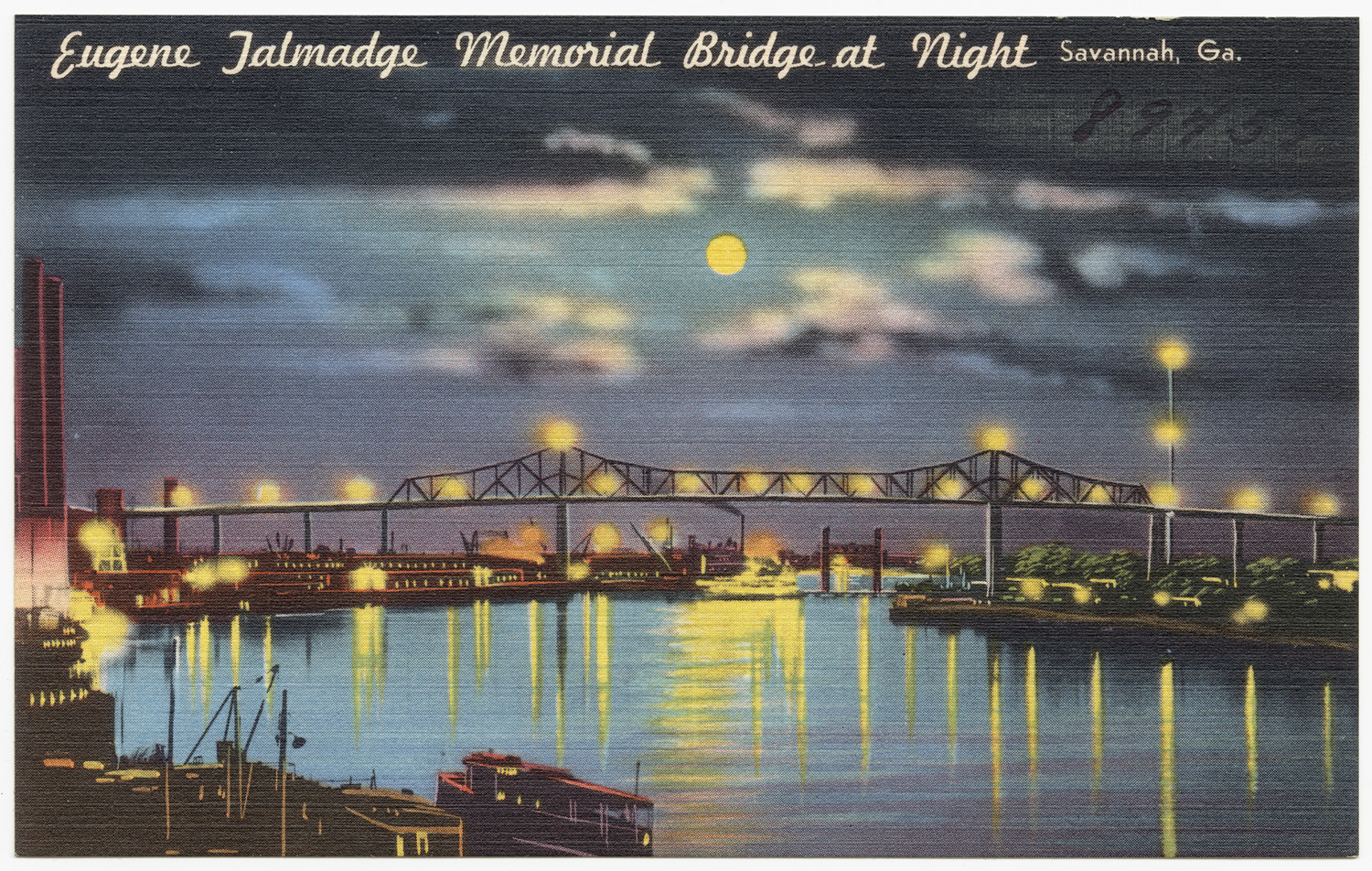
Eine Postkarte der früheren Talmadge Memorial Bridge

Die 1953 fertiggestellte Auslegerbrücke mit dem Namen Eugene Talmadge Memorial Bridge wurde durch die neue Talmadge Memorial Bridge, die im Jahre 1991 fertiggestellt wurde, ersetzt. Der Grund für den Bau einer neuen Brücke war, dass die Maße der Vorgängerbrücke nicht mehr den Dimensionen moderner Schiffe entsprachen und so eine sichere Einfahrt in den Hafen von Savannah nicht mehr gewährleistet werden konnte. Der Hafen Savannahs ist einer der wichtigsten Häfen an der Atlantikküste der USA, weshalb ein unbeschadetes Durchkommen unter der Brücke, um zu dem Hafen zu gelangen, von hoher Wichtigkeit ist. Auf Grund dieser Voraussetzungen entschied man sich dazu, die erste Brücke abzureißen und eine neue Brücke zu errichten, die heute unter dem Namen Talmadge Memorial Bridge bekannt ist.

## Die zweite Brücke
Der Bau der zweiten Brücke wurde im März 1991 fertiggestellt. Sie ist insgesamt 3,06 km (1,9 miles) lang und ermöglicht Schiffen mit einer Höhe von bis zu 56 m (185 feet) die Durchfahrt. Zwischen den beiden Pylonen, die an der Nord- und an der Südseite des Flusses angebracht sind, liegen 312 m (1023 feet). An der Nordseite der Brücke befindet sich Hutchinson Island, die durch die Brücke mit dem Festland verbunden ist. Die Spannweite der Brücke beträgt 340 m (1100 feet).
Die Kosten für den Bau der neuen Brücke betrugen sich geschätzt auf ca. 71 Millionen US-Dollar.

## Zukunftsweisende Ideen
Weil der Schiffsbau sich stetig weiterentwickelt und sich somit auch die Maße der Schiffe verändern, gibt es Überlegungen seitens des Georgia Department of Transportation (DOT), welches für den Bau, die Entwicklung und Instandhaltung der Infrastruktur zuständig ist, die Brücke zu modernisieren. Die Ideen zur Modernisierung gehen jedoch in unterschiedliche Richtungen. Obwohl es anfangs sieben verschiedene Ideen seitens des DOT gab, setzten sich zwei dieser sieben Ideen als Favoriten durch. Zum einen ist ein Tunnel, der unter dem Savannah River verlaufen könnte, im Gespräch. Auf der anderen Seite gibt es Überlegungen, die Brücke zum dritten Mal neu zu erbauen. Zum jetzigen Zeitpunkt gibt es jedoch keine Entscheidung und keinen konkreten Plan für die Zukunft der Talmadge Memorial Bridge.

## Name
Die Talmadge Memorial Bridge erhielt ihren Namen zu Ehren des 67. Gouverneurs des Staates Georgia, Eugene Talmadge. Er gehörte der demokratischen Partei an und war von 1933 bis 1937 und von 1941 bis 1943 Gouverneur. Obwohl er nach seiner letzten Amtszeit wiedergewählt wurde, konnte er die weiterführende Amtszeit nicht antreten, da er vor dem Wiederantritt verstarb. Aufgrund seines Ablebens vor Amtsantritt entbrannte ein Streit zwischen 3 Politikern um die Nachfolge des Amtes des Gouverneurs, welches neu besetzt werden musste. Die Streitigkeiten gingen in die Geschichte Amerikas ein, da der Staat Georgia durch die Uneinigkeiten zu einem bestimmten Zeitpunkt 3 Gouverneure hatte, die sich jeweils als rechtmäßigen Gouverneur sahen.
Obwohl der Name der Brücke seit 1953 an den ehemaligen Gouverneur Eugene Talmadge erinnern soll, werden immer mehr Stimmen laut, die eine Namensänderung der Brücke vorschlagen. Der Grund hierfür ist die politische Einstellung, die Talmadge zu seinen Lebzeiten vertrat. Diese beinhaltete vor allem die Wiederherstellung der „Vorherrschaft der Weißen“ (White supremacy).
Die Namensänderung fällt jedoch in den Aufgabenbereich der Legislative des Staates Georgia, wodurch eine Namensänderung noch nicht in Kraft treten konnte.